# Adriano Bernardini

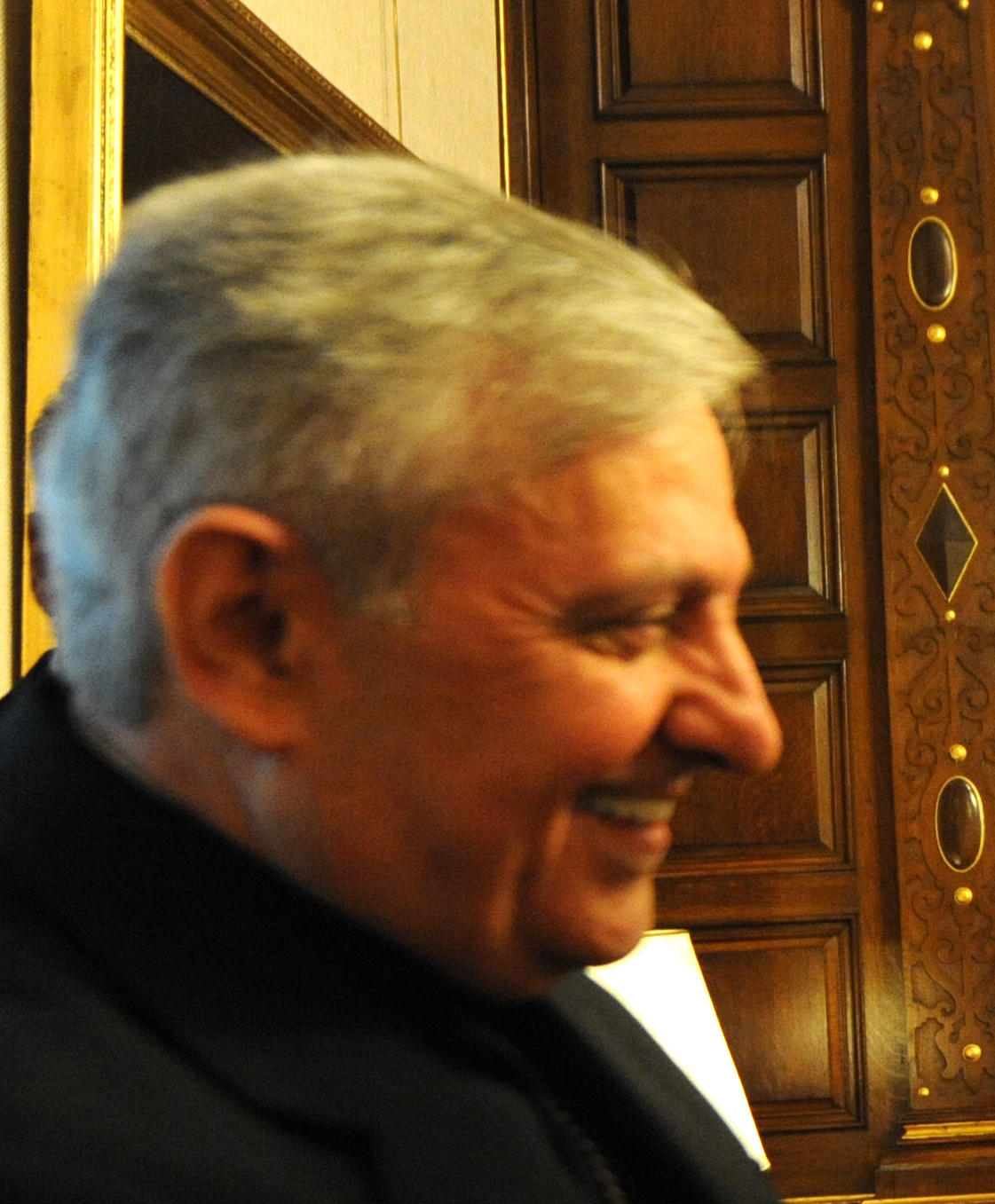
Erzbischof Adriano Bernardini, 2011

Erzbischofswappen

Adriano Bernardini (* 13. August 1942 in Piandimeleto, Provinz Pesaro und Urbino, Italien) ist ein italienischer Geistlicher und emeritierter Diplomat des Heiligen Stuhls.

## Leben
Der Präfekt der Präfektur für die ökonomischen Angelegenheiten des Heiligen Stuhls, Egidio Vagnozzi, spendete ihm am 31. März 1968 die Priesterweihe. 1973 trat Bernardini dann in den diplomatischen Dienst des Heiligen Stuhls ein und war unter anderem in den Nuntiaturen in Pakistan, Venezuela und Spanien tätig. Am 7. Januar 1989 wurde er zum Charge d’Affaires in der Nuntiatur von Taiwan berufen.
Papst Johannes Paul II. ernannte ihn am 20. August 1992 zum Titularerzbischof pro hac vice von Falerii und Apostolischen Nuntius in Bangladesch. Die Bischofsweihe spendete ihm Kardinalstaatssekretär Angelo Sodano am 15. November desselben Jahres; Mitkonsekratoren waren Josip Uhač, Sekretär der Kongregation für die Evangelisierung der Völker, und Remigio Ragonesi, Weihbischof in Rom.
Am 15. Juni 1996 wurde er zum Apostolischen Nuntius auf Madagaskar, Mauritius und den Seychellen ernannt. Am 24. Juli 1999 wurde er zum Apostolischen Nuntius in Thailand, Singapur und Kambodscha und Apostolischen Delegaten in Brunei Darussalam, Myanmar, Malaysia und Laos
ernannt. Am 26. April 2003 wurde er zum Apostolischen Nuntius in Argentinien ernannt. Papst Benedikt XVI. ernannte ihn am 15. November 2011 zum Apostolischen Nuntius in Italien und San Marino.
Am 12. September 2017 wurde Emil Paul Tscherrig von Papst Franziskus zu seinem Nachfolger ernannt. Am 4. Oktober desselben Jahres ernannte ihn Papst Franziskus zum Mitglied der Kongregation für die Evangelisierung der Völker.